# João Afonso de Meneses
João (VIII) Afonso de Meneses (cerca de 1522 - Braga, 14 de julho de 1587) foi um prelado da Igreja Católica Apostólica Romana português, arcebispo de Braga e Primaz das Espanhas.

## Biografia
Segundo a obra Serie chronologica dos prelados conhecidos da igreja de Braga, Dom João Afonso seria filho de Fernando de Meneses, que foi Arcebispo de Lisboa. Teve seu nome indicado para a Sé de Braga pelo rei Filipe I, sendo confirmado pelo Papa Gregório XIII. Foi ordenado arcebispo em 25 de fevereiro de 1582, na Capela Real do Paço da Ribeira, por Dom Jorge de Ataíde, Bispo de Viseu, tendo como co-sagrantes Dom António Teles de Meneses, Bispo de Lamego e Dom Marcos de Lisboa, O.F.M., Bispo do Porto. Deu entrada na Arquidiocese em 25 de abril do mesmo ano.
Faleceu em 14 de julho de 1587 e jaz sepultado na Sé de Braga.